# Chapelle Honan
La Chapelle Honan est une chapelle catholique située sur le campus de l'University College Cork (UCC) à Cork, en Irlande. Construite entre 1915 et 1916, elle est considérée comme un exemple marquant du (style néo-roman irlandais). La chapelle est particulièrement renommée pour son intérieur influencé par le mouvement Arts and Crafts, notamment sa collection de vitraux conçus par l'artiste Harry Clarke.

## Historique
La chapelle a été commandée et financée par Isabella Honan, une philanthrope de Cork issue d'une riche famille commerçante locale, en mémoire de sa famille. Elle souhaitait offrir un lieu de culte approprié aux étudiants catholiques de l'University College Cork. L'architecte choisi fut James Finbarre McMullen. La première pierre fut posée en mai 1915 et la chapelle fut consacrée le 5 novembre 1916.

## Architecture
Le bâtiment adopte un style néo-roman irlandais, s'inspirant des églises pré-normandes de l'île. L'extérieur est construit en pierre calcaire locale et présente des sculptures décoratives. L'intérieur est richement décoré selon les principes du mouvement Arts and Crafts, visant à promouvoir l'artisanat de haute qualité. Un élément notable est le sol en mosaïque, œuvre de l'entreprise Oppenheimer de Manchester, représentant le "Fleuve de la Vie". Le mobilier liturgique, les textiles et les objets de culte ont également été conçus spécifiquement pour la chapelle par des artisans irlandais.

## Vitraux
La chapelle Honan est célèbre pour ses vitraux, considérés parmi les plus beaux exemples d'art du vitrail irlandais du début du XXe siècle. La collection comprend dix-neuf fenêtres ; onze d'entre elles, situées dans la nef et représentant des saints irlandais, sont l'œuvre de Harry Clarke et ont été réalisées entre 1915 et 1917. Les autres fenêtres, notamment celles du chœur, sont de A. E. Childe, collaborateur du studio An Túr Gloine.